# 莱恩加滕
莱恩加滕是德国巴登-符腾堡州的一个市镇。总面积23.48平方公里，总人口10781人，其中男性5290人，女性5491人（2011年12月31日），人口密度459人/平方公里。